# Dreiborner Hochfläche

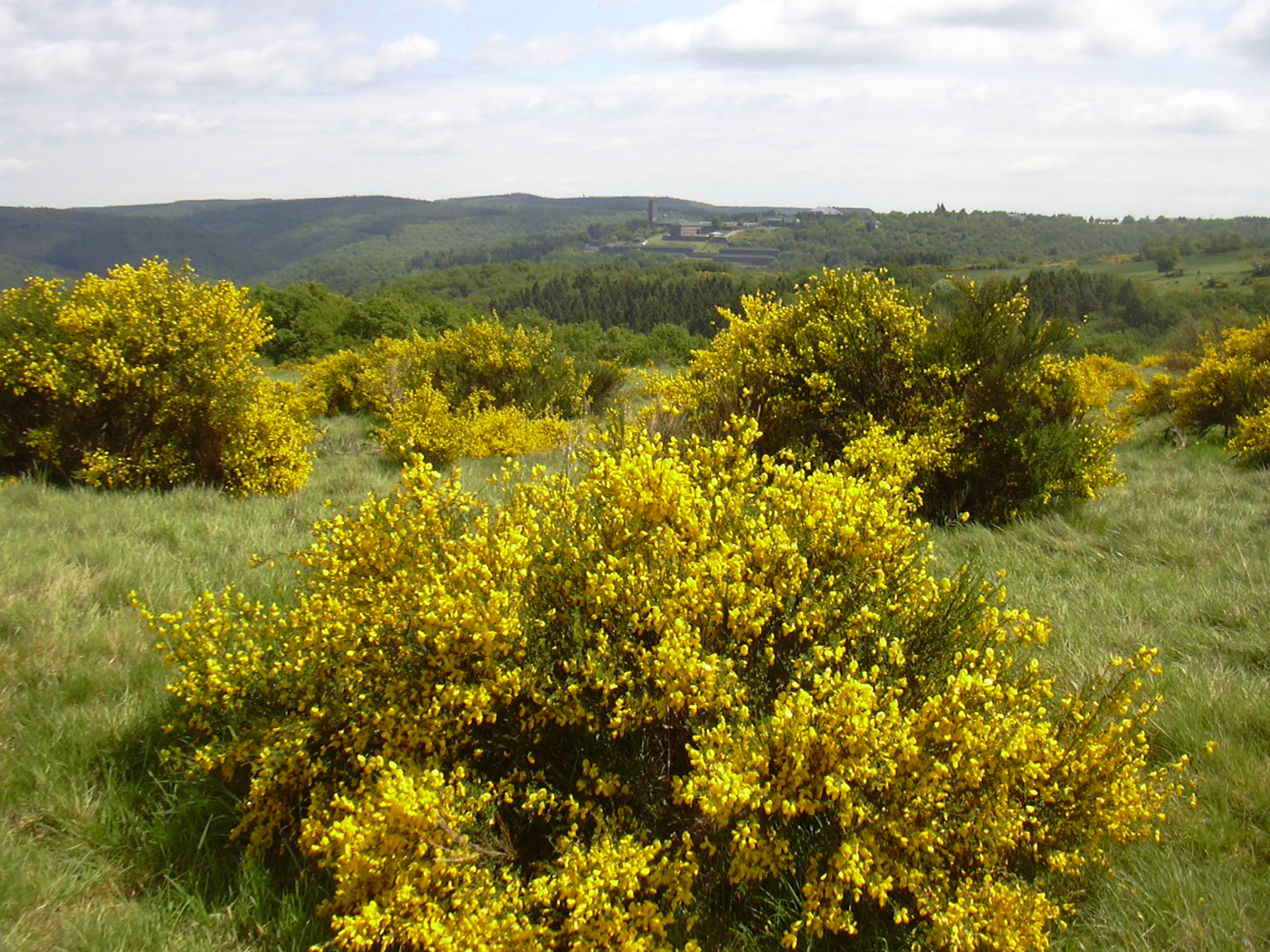
Blick über die Dreiborner Hochfläche von Wollseifen zur Urfttalsperre, die ehemalige Ordensburg Vogelsang und den Kermeter-Hochwald. Im Vordergrund blühender Ginster, das Eifelgold

Die Dreiborner Hochfläche ist eine große Wald- und Offenlandfläche in der Rureifel und Teil des Nationalpark Eifel. Große Teile des Gebietes durften zwischen September 1946 und 2006 von Zivilisten nicht betreten werden und sind erst seither auf festgelegten Routen für Wanderer wieder zugänglich.

## Lage und Geografie

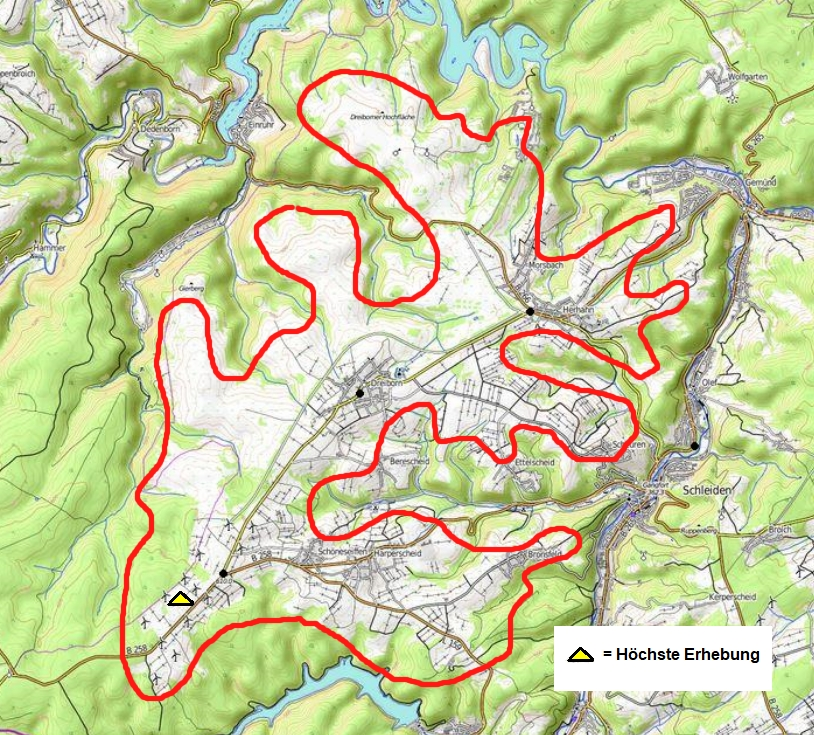
Dreiborner Hochfläche

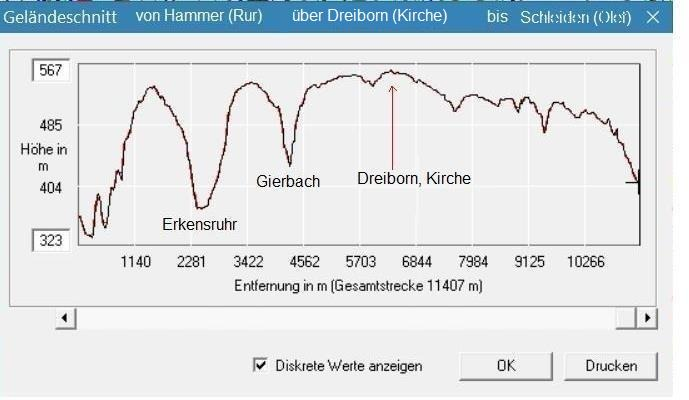
West-Ost-Geländeschnitt

Die Dreiborner Hochfläche ist in etwa begrenzt durch die Bachtäler der Erkensruhr, der Rur, der Urft und der Olef. Im Südwesten endet sie etwa hinter Schöneseiffen. Nördlich der Hochfläche der angrenzende Höhenzug des Kermeters.
Durchschnitten wird die Hochfläche von der B 266 entlang des Sauerbachs, an dem sich die mutmaßlich bereits von den Römern genutzte Heilsteinquelle befindet (sie wurde 1863 wiederentdeckt).
Die in Ost-West-Richtung verlaufende B 258 teilt die Dreiborner Hochfläche in einen nördlichen und einen südlichen Teil. Der Ort Dreiborn liegt zentral in der Mitte der Hochfläche. Der sogenannte Drei-Täler-Blick (eine Erhebung auf 517 m) sowie Kellenberg und die Wüstung Wollseifen sind durch Wege in der nördlichen Hälfte erschlossen; Klusenberg, Gierberg und Müsauelsberg, liegen im südlichen Abschnitt. Die namenlose höchste Erhebung von 622,7 m über NHN wird im südwestlichen Zipfel der Hochfläche auf Hollerscheid erreicht, nah einem Wasserbehälter an der B 258, nord-westl. vom Kalberberg.

## Natur, Pflanzen- und Tierwelt

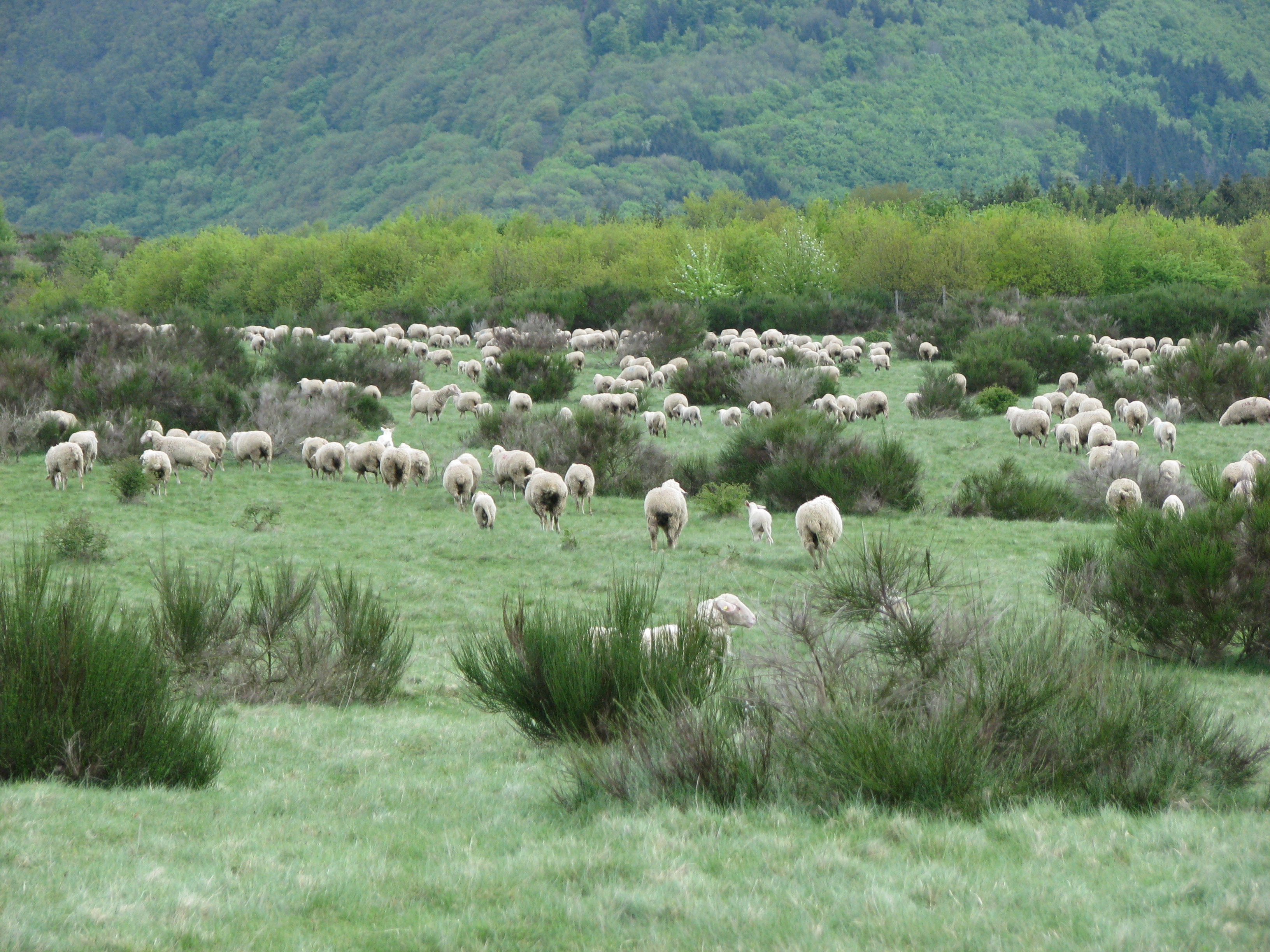
Schafherde zur Freihaltung der Grünlandflächen

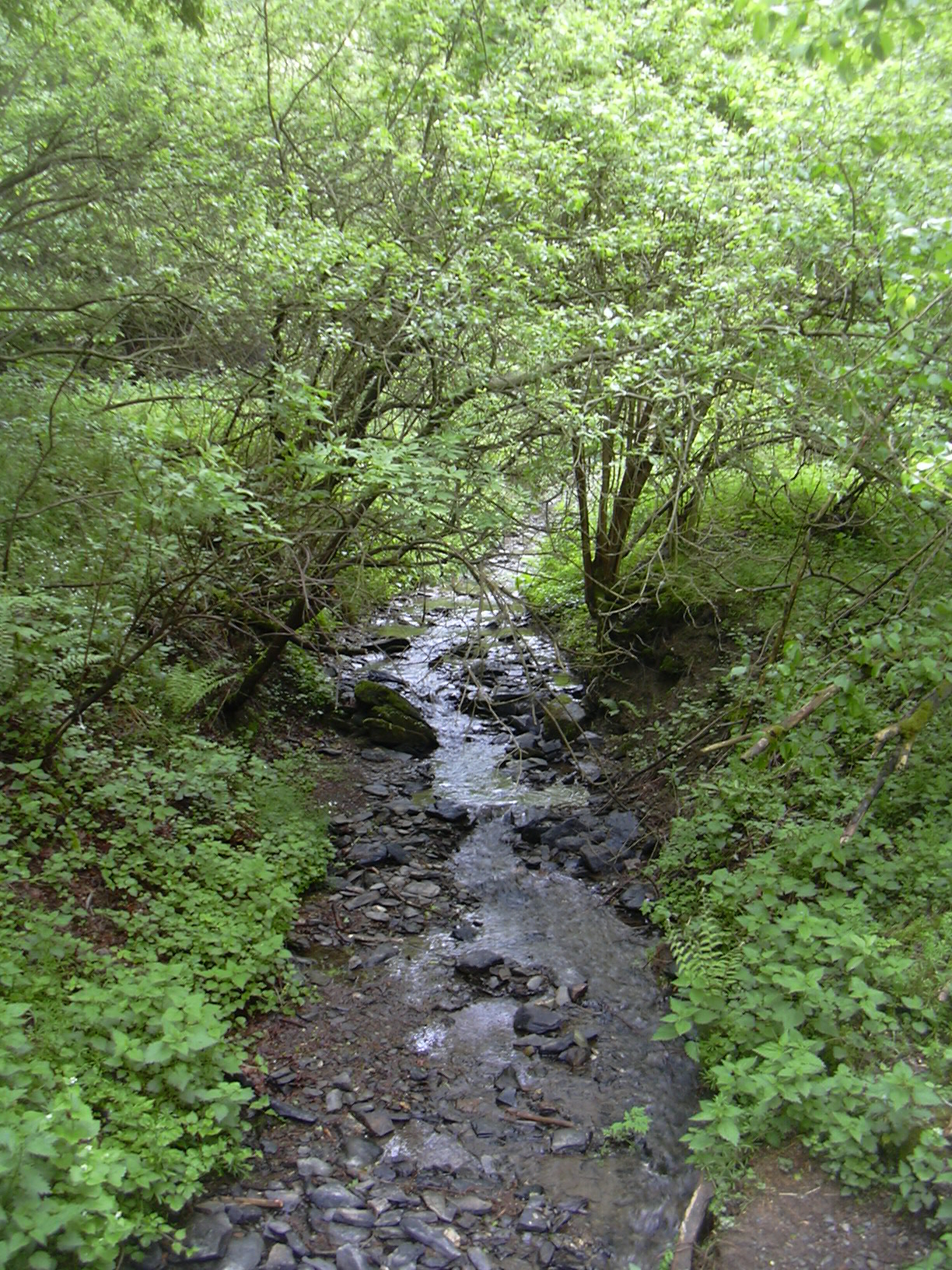
Urwald am Neffgesbach (Ostgrenze der Dreiborner Hochfläche)

Dichter Buchen-, Eichen- und Fichtenwald umgibt die Bachläufe und Stauseen auf ca. 350 m Höhe, die die Dreiborner Hochfläche begrenzen. Steil zieht sich dieser Wald, der in den fast 60 Jahren, in denen das Gelände Truppenübungsplatz war, nicht bewirtschaftet wurde und in weiten Teilen infolge von nicht mehr abgeräumtem Alt- und Totholzes einen urwaldähnlichen Zustand erreicht hat, an den Talhängen hinauf auf das Hochplateau, das 500 m übersteigt. Die Erhaltung dieses Naturwaldes als Lebensraum für teilweise seltene Tierarten wie die Europäische Wildkatze und die Einrichtung besonders geschützter Ruhezonen rund um Brutkolonien für Kormorane, Graureiher und Schwarzstorch hat sich die Nationalparkverwaltung zum Ziel gesetzt.
Auf den Offenlandflächen auf der Hochebene, die vor Einrichtung des Truppenübungsplatzes 1946 dem Ackerbau und der Schafzucht dienten und insoweit Kulturlandschaft waren, dominiert heute auf den weiten Grasflächen der Ginster (Eifelgold), der zur Blütezeit im Mai eine touristische Attraktion darstellt. Die Nationalparkverwaltung erarbeitet noch ein Konzept, ob und inwieweit diese Offenlandflächen als ehemalige Kulturlandschaften erhalten werden können und sollen, um die Panoramen zu bewahren und tagaktive Rothirsche an besonders dafür ausgewiesenen Stellen (z. B. Aussichtsplattformen) für die Besucher erlebbar zu machen.
Überließe man die Flächen sich selbst, wäre im Laufe der Zeit normalerweise mit Verbuschung und Wiederbewaldung dieser Flächen zu rechnen. Zwar würde der Rothirsch einige Lichtungen schaffen, der Wildfraß jedoch nicht ausreichen, um größere Flächen permanent offen zu halten. Ideen, neben Arten, die natürlicherweise in der Eifel vorkommen, wie Rothirsch, Reh und Wildschwein auch Wisent, Elch und Damhirsch zur Unterstützung des Offenhaltungskonzepts anzusiedeln, wurden verworfen, weil das zu raue Klima im Winter auf der Höhe möglicherweise eine Abwanderung dieser Tiere in die Täler zur Folge haben würde, wo sie in zu großer Nähe zu den Ortschaften ein Sicherheitsrisiko für den Menschen bedeuten könnten. Mit Einzäunung könne man zwar die Tiere auf der Höhe halten; diese würde aber dann zum Wildfreigehege, was der Nationalparkidee widerspreche; denn zu 75 % muss der Nationalpark unbeeinflusste Naturlandschaft darstellen, nur 25 % der Fläche darf regulierend auf ein bestimmtes Ziel hin vom Menschen gemanagt werden.
Die widerstreitenden Überlegungen scheinen nach den Erkenntnissen zu Beginn des 21. Jahrhunderts darauf hinauszulaufen, dass sich in kommenden Generationen die Dreiborner Hochfläche größtenteils wieder bewalden wird.
Seit Juli 2019 ist die Eifel um Monschau die dritte Region in NRW, in der ein Wolf sesshaft geworden ist. Das vom NRW-Umweltministerium ausgewiesene Wolfsgebiet „Eifel/Hohes Venn“ rund um die zentral gelegene Dreiborner Hochfläche ist 505 Quadratkilometer groß und liegt im Bereich Monschau, Hellenthal, Schleiden, Simmerath und Roetgen.  Aktuell (2021) leben 5 Wölfe im Hohen Venn.
Daran grenzt, auf belgischem Gebiet, ein im Februar 2022 auf 57,9 ha erweitertes „Wolfsgebiet“ (französisch Zone de Présence Permanente du Loup).

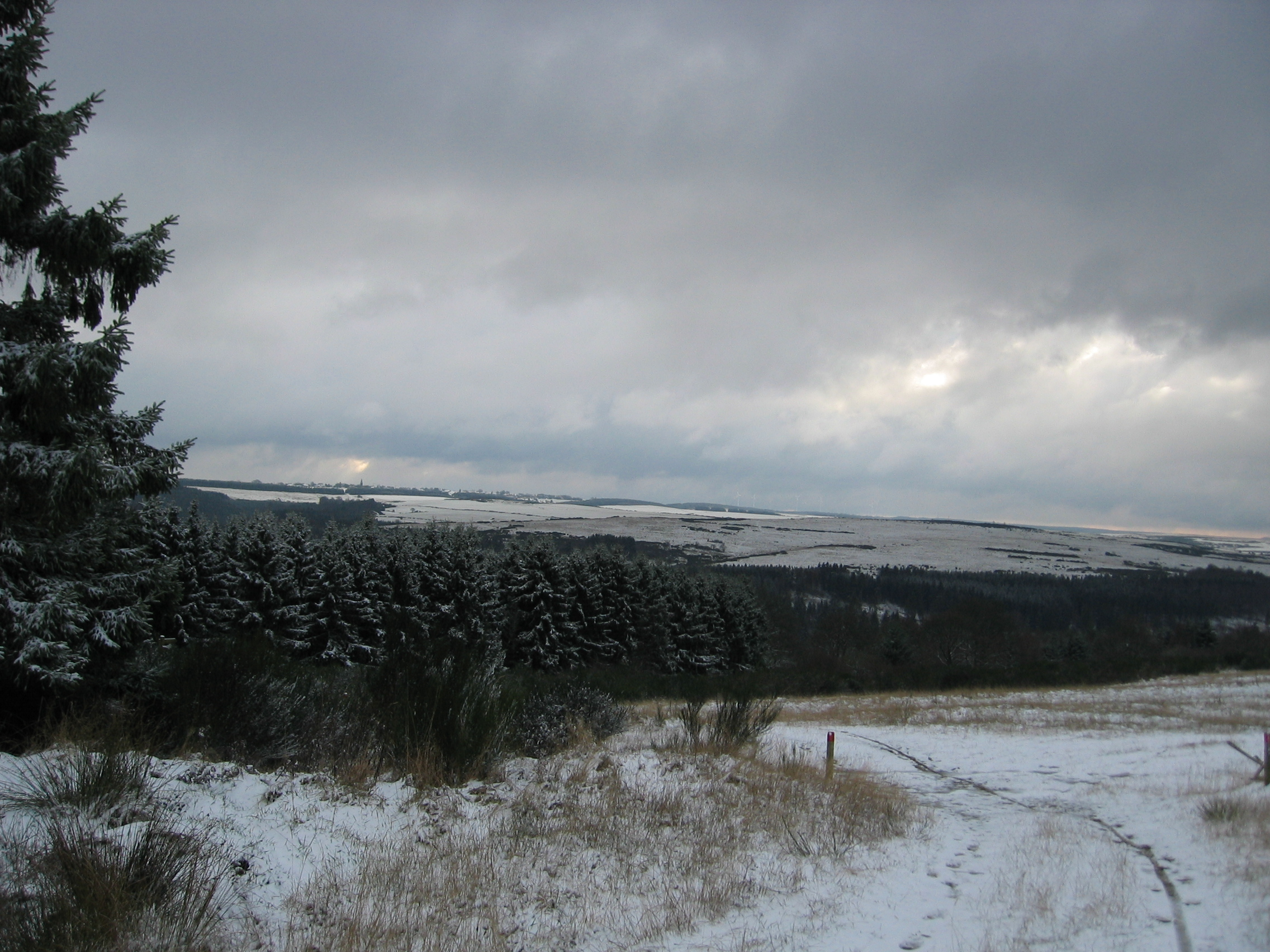
Dezember 2009 Dreiborner Hochfläche

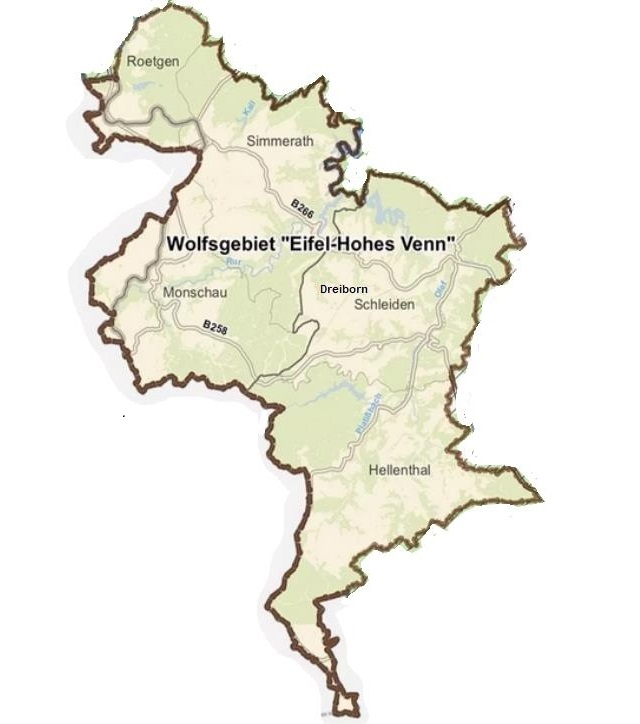
Wolfsgebiet

## Tourismus

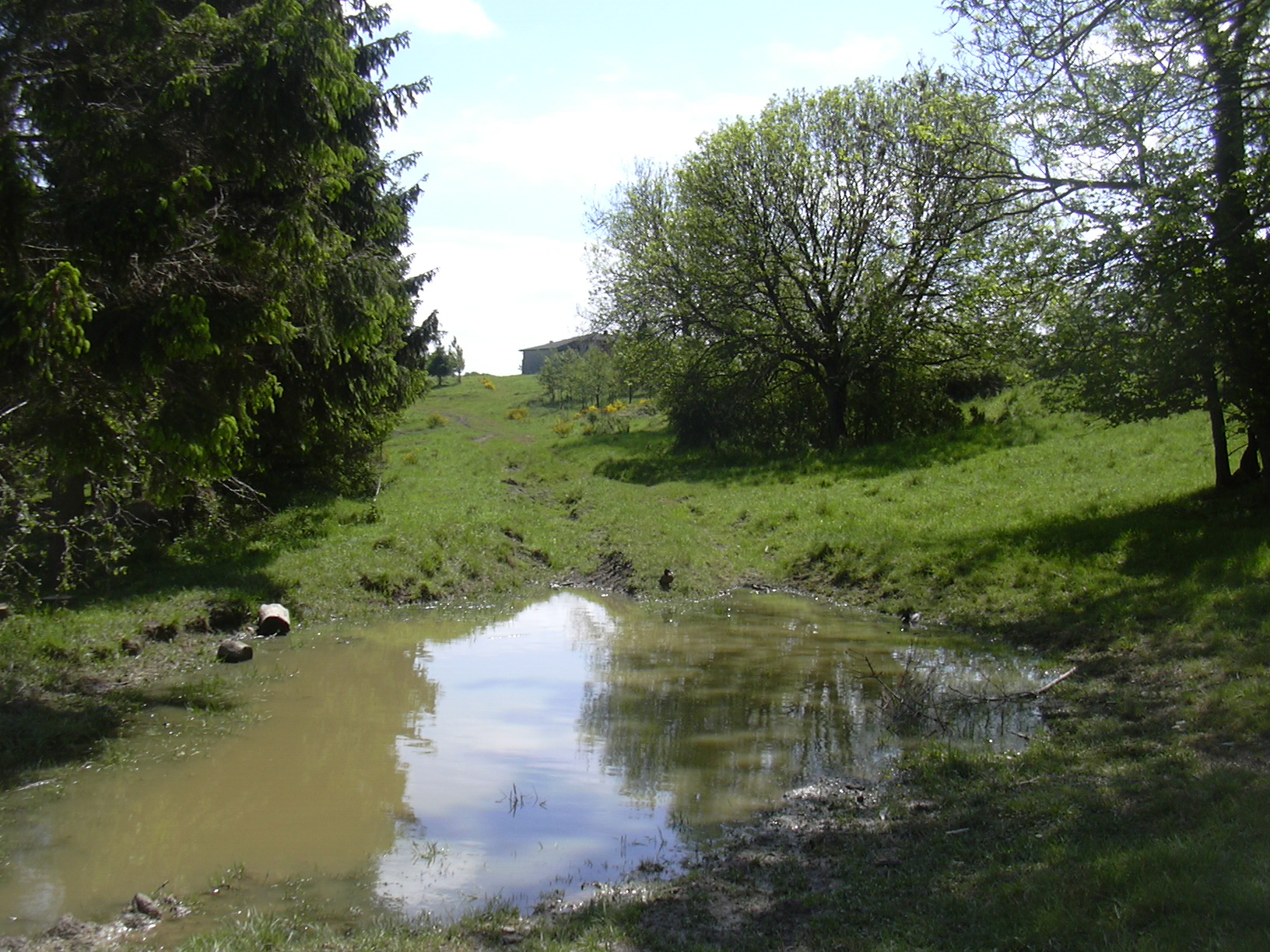
Verlauf einer ehemaligen Panzerspur bei Wollseifen

Das Wanderwegenetz auf der Dreiborner Hochfläche war im Jahr 2007 auf ca. 50 km Länge ausgebaut und markiert. Außerhalb der festgelegten Routen darf die Landschaft nicht betreten werden. Große Teile der Dreiborner Hochfläche können für die Öffentlichkeit nicht uneingeschränkt freigegeben werden, da ein Großteil des ehemaligen Truppenübungsplatzes Vogelsang mit Munitionsresten/Munitionsaltlasten belastet sein dürfte und eine flächendeckende und tiefenwirkende Räumung zu aufwändig wäre. Problematisch sind dabei die Altlasten, die nicht nur von der Nachkriegsnutzung als Schießplatz und des allgemeinen Camp-Betriebes herrühren, sondern in großem Umfang auch auf Munitionsreste von Beschuss aus dem Zweiten Weltkrieg zurückzuführen sind (Blindgänger). So existieren vermutlich noch nicht-räumbare Bereiche mit sogenannten Glasminen in der Nähe der Staumauer der Urfttalsperre.
Wanderwege verlaufen:

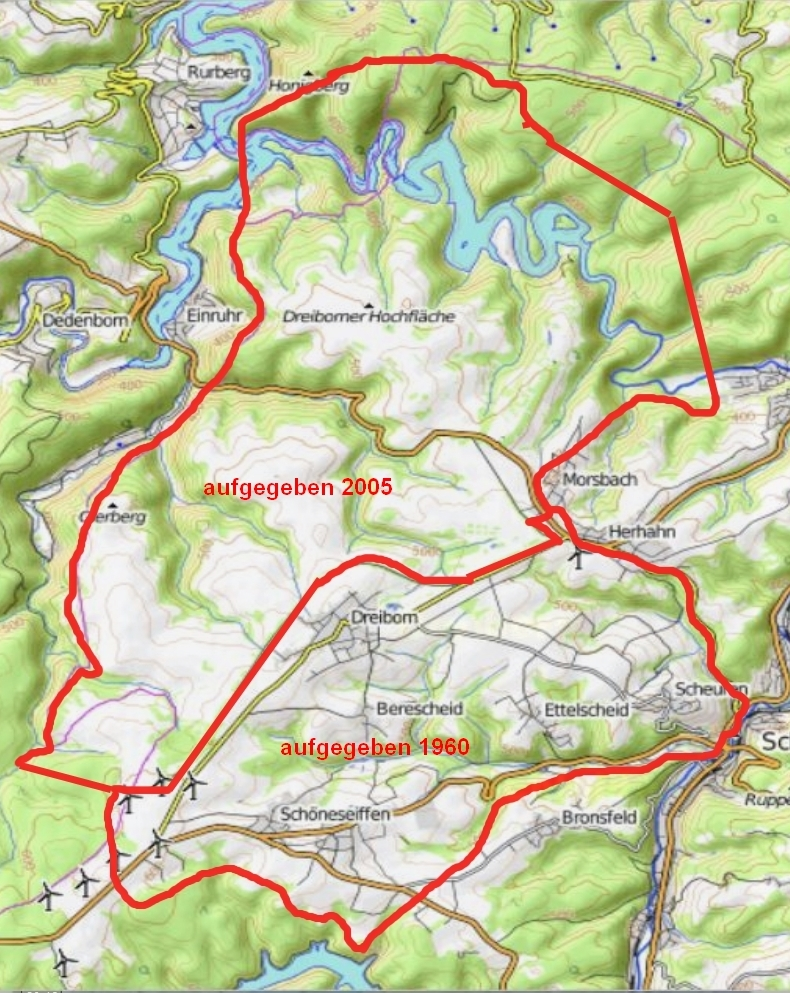
Ehemaliger Truppenübungsplatz in der Ausdehnung 1946–1960 (6354 ha) und 1960–2005, 4200 ha

- von Erkensruhr und Hirschrott durch das Landschaftsschutzgebiet Leykaul zum Gierberg, Müsauelsberg, entlang der Quellbäche der Erkensruhr und nach Dreiborn,
- entlang von Sauerbach und Helingsbach zwischen Einruhr und Dreiborn, Einruhr, Vogelsang und Wollseifen, sowie
- zwischen Obersee und Urftsee, Wollseifen und Vogelsang.

Viele Strecken sind miteinander zu Rundwanderungen kombinierbar und teilweise auch mit dem Fahrrad befahrbar. Der Wildnis-Trail Nationalpark Eifel führt über die Dreiborner Hochfläche sowie die 4. Etappe des Eifelsteiges. Einkehrmöglichkeiten bestehen am Rande der Hochfläche z. B. in Einruhr, Dreiborn und Herhahn. Diverse Buslinien des AVV sowie des VRS verbinden die Ortschaften. Ideal die Linie 63, die u. a. Einruhr und Vogelsang verbindet. So sind z. B. ab Parkplatz Walberhof auch Streckenwanderungen möglich, wobei der Rückweg mit dem Bus absolviert werden kann. Von der Nationalparkverwaltung werden geführte Rangertouren organisiert, viele Wanderer sind jedoch individuell unterwegs.
2016 wurden vom Naturpark-Nordeifel e. V. auf der Hochfläche bzw. in der Eifel insgesamt 4 Trekking Plätze eingerichtet. Diese Plätze sind nur fußläufig zu erreichen. Dort können/dürfen max. 2 Zelte gegen Gebühr aufgeschlagen werden.

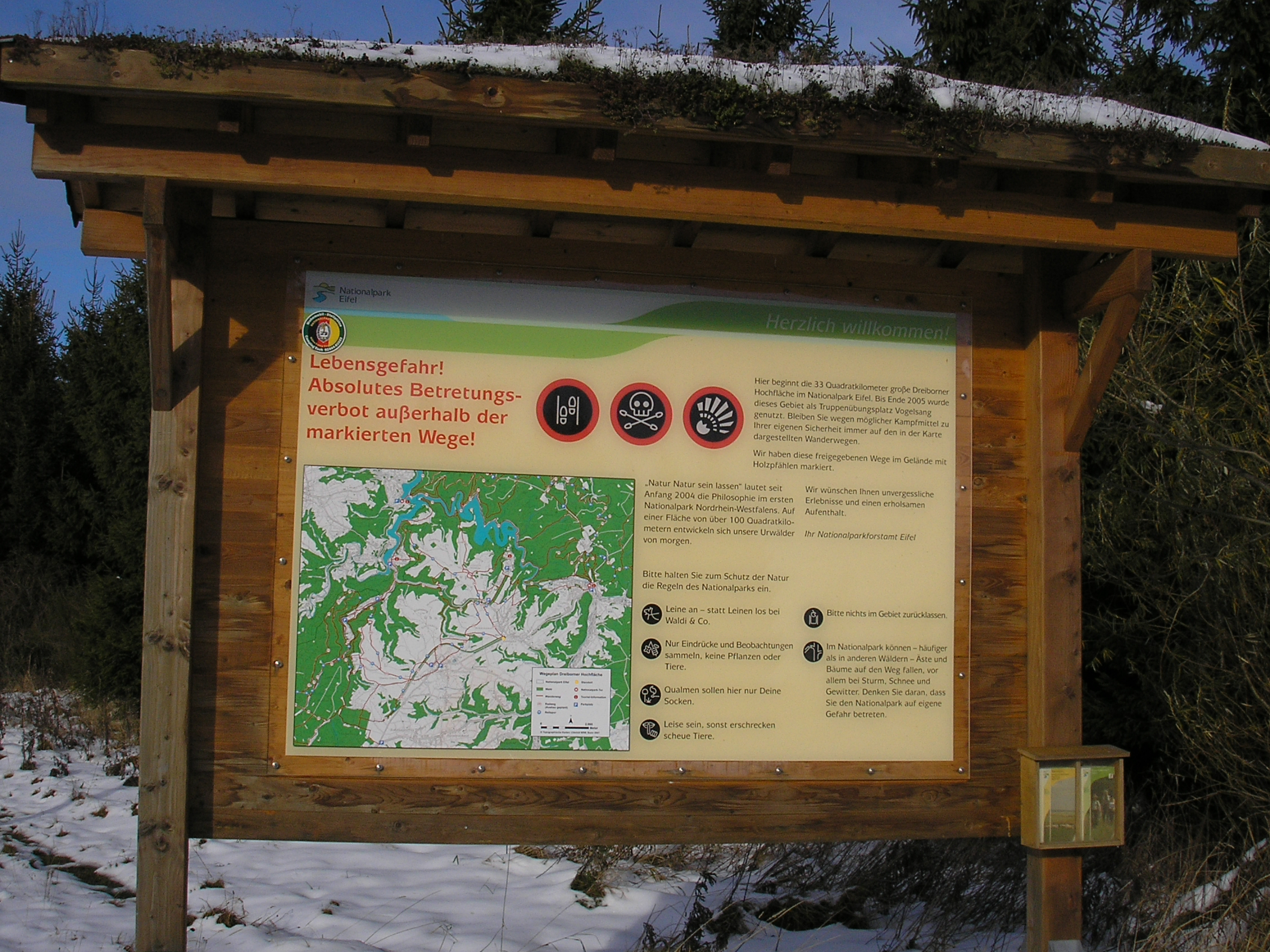
Warnhinweise bei Herhahn
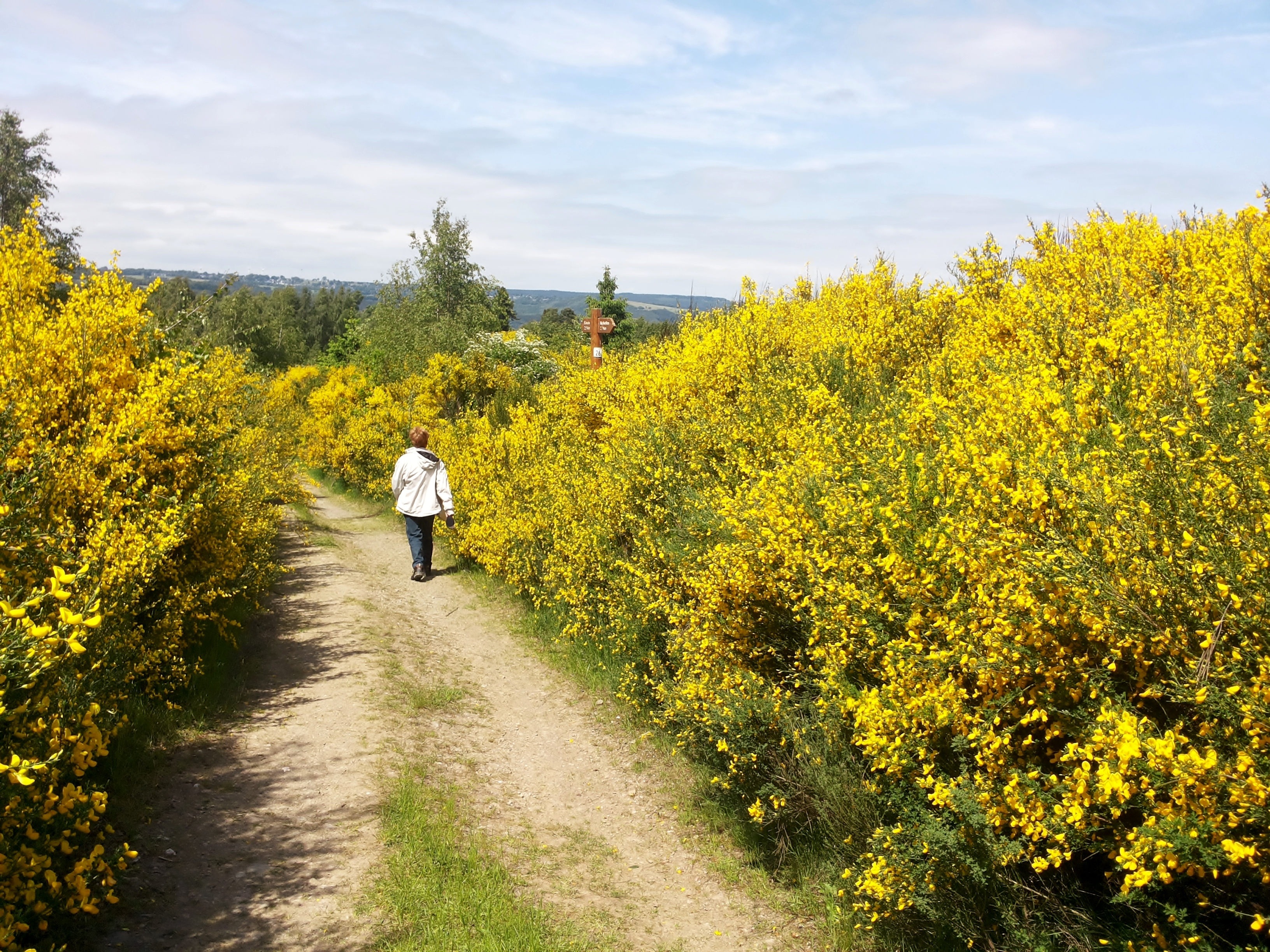
Ginsterblüte im Mai
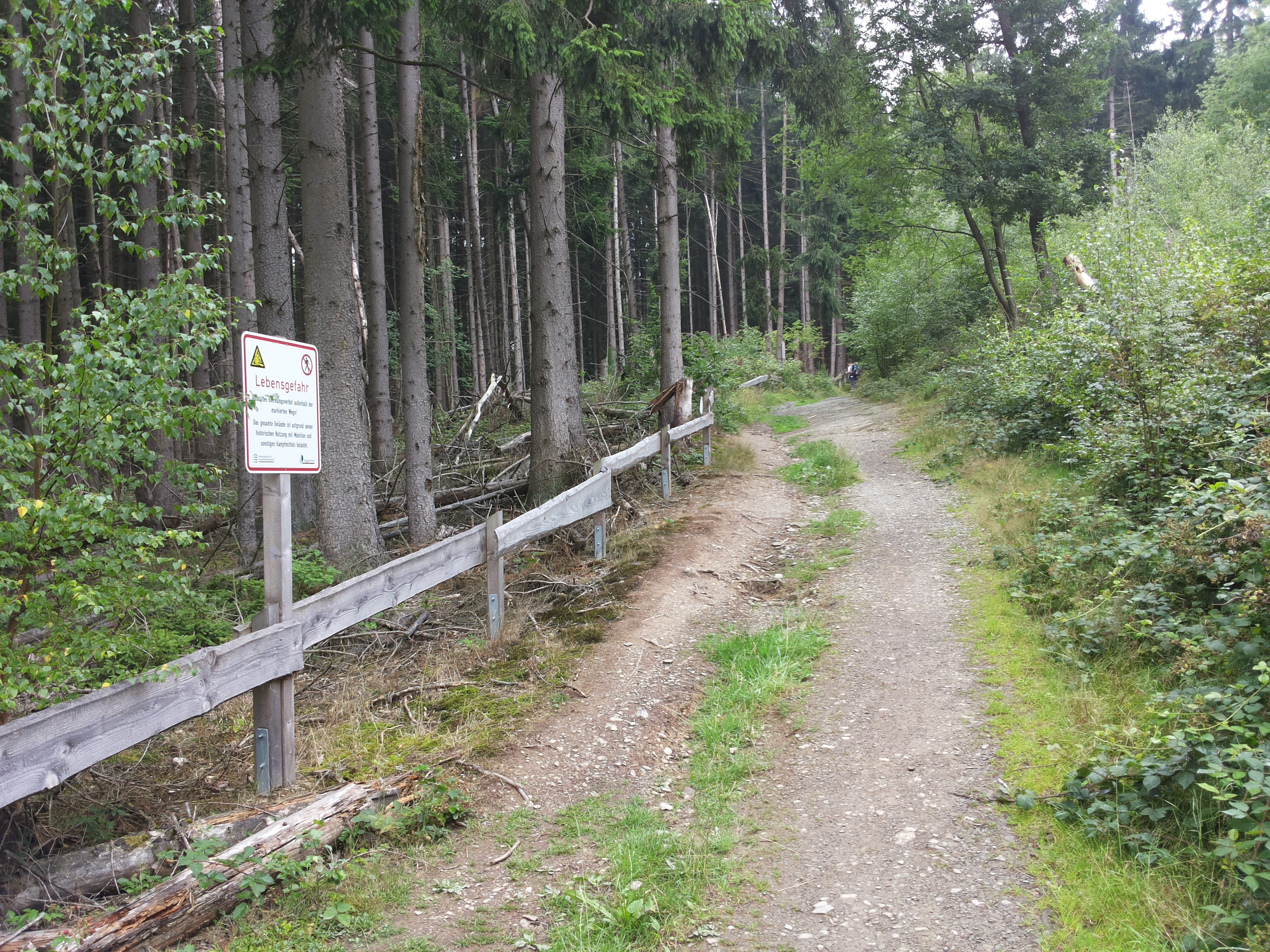
Sperrpfosten mit Warnung vor Munitionsresten des ehemaligen Truppenübungsplatzes